# Europacup I hockey mannen 1972
De Europacup I voor mannen in 1972 was het 4de onofficiële Europese bekertoernooi en werd gehouden in Frankfurt. Er deden twaalf teams mee. SC 1880 Frankfurt won deze editie van de Europacup I door in de finale HTCC te verslaan.

## Knock-outfase

#### Halve finales
- Rüsselsheimer RK - SC Frankfurt 3-4 (nv)
- HTCC - Slavia Praha 7-1

#### Finale
- SC Frankfurt - HTCC 5-1

## Einduitslag
1.  SC 1880 Frankfurt 

2.  HTCC 

3.*  Rüsselsheimer RK 

3.*  SK Slavia Praha 

5.  Club Egara 

6.  Royal Léopold Club 

7.  Rot-Weiss Wettingen 

8.  MDA Roma 

9.  FC Lyon 

10.  Lisnagarvey HC 

11.  Harris Ac. 

12.  HC Kopenhagen